# Athlétisme à l'Universiade d'été de 1965
Navigation
Porto Alegre 1963 Tokyo 1967
Les épreuves d'athlétisme de l'Universiade d'été 1965 se sont déroulées à Budapest, en Hongrie, dans le Népstadion.

## Résultats

### Hommes
| 100 m (Vent : +5,0 m/s) | Hideo Iijima 10 s 1 (w)                                                                             | George Anderson 10 s 1                                                               | Harry Jerome 10 s 2                                                                         |
| 200 m | Edvin Ozolin 21 s 0 (w)                                                                             | George Anderson 21 s 0                                                               | Menzies Campbell 21 s 2                                                                     |
| 400 m | Sergio Bello 46 s 8                                                                                 | Fred van Herpen 46 s 9                                                               | Lynn Saunders 47 s 2                                                                        |
| 800 m | Bill Crothers 1 min 47 s 7                                                                          | George Germann 1 min 47 s 8                                                          | Rudolf Klaban 1 min 48 s 2                                                                  |
| 1 500 m | Bodo Tümmler 3 min 46 s 2                                                                           | Andy Green 3 min 46 s 7                                                              | Zbigniew Wójcic 3 min 47 s 3                                                                |
| 5 000 m | Keisuke Sawaki 13 min 45 s 2 (CR)                                                                   | Lutz Philipp 13 min 46 s 6                                                           | Fergus Murray 13 min 52 s 6                                                                 |
| 110 m haies | Eddy Ottoz 13 s 6 (CR)                                                                              | Giovanni Cornacchia 13 s 9                                                           | Willie Davenport 14 s 0                                                                     |
| 400 m haies | Roberto Frinolli 50 s 5                                                                             | Robert Poirier 50 s 7                                                                | Ronald Whitney 51 s 1                                                                       |
| 4 × 100 m | Allemagne de l'Ouest Gert Metz Fritz Obersiebrasse Hans-Jürgen Felsen Rudolf Sundermann 39 s 9 (CR) | Union soviétique Nikolay Politiko Edvin Ozolin Boris Zubov Igor Ter-Ovanesyan 40 s 1 | France Alain Roy Jean-Paul Lambrot Marc Bienvenu Pierre Burrelier 40 s 3                    |
| 4 × 400 m | Italie Gian Paolo Iraldo Bruno Bianchi Roberto Frinolli Sergio Bello 3 min 08 s 5 (CR)              | Hongrie Csaba Csutorás István Gyulai Gyula Rábai László Mihályfi 3 min 08 s 7        | Allemagne de l'Ouest Werner Tiemann Manfred Hanike Dirk von Maltitz Fritz Roth 3 min 08 s 8 |
| Saut en hauteur | Valeriy Skvortsov 2,14 m                                                                            | Edward Czernik 2,07 m                                                                | János Medoverszki Kuniyoshi Sugioka 2,07 m                                                  |
| Saut à la perche | John Pennel 5,00 m (CR)                                                                             | Gennadiy Bliznetsov 4,90 m                                                           | Igor Feld 4,80 m                                                                            |
| Saut en longueur | Igor Ter-Ovanesyan 8,19 m (CR)                                                                      | Lynn Davies 7,89 m                                                                   | Oleg Aleksandrov 7,53 m                                                                     |
| Triple saut | Henrik Kalocsai 16,36 m (CR)                                                                        | Drágán Ivanov 16,35 m                                                                | Michael Sauer 16,35 m                                                                       |
| Lancer du poids | Randy Matson 20,31 m (CR)                                                                           | Nikolay Karasyev 18,68 m                                                             | Eduard Gushchin 18,45 m                                                                     |
| Lancer du disque | Lars Haglund 57,86 m                                                                                | Jirí Žemba 56,22 m                                                                   | George Puce 56,20 m                                                                         |
| Lancer du marteau | Gyula Zsivótzky 67,74 m (CR)                                                                        | Gennadiy Kondrashov 65,76 m                                                          | Yuriy Bakarinov 63,74 m                                                                     |
| Lancer du javelot | Rolf Herings 79,26 m                                                                                | Vanni Rodeghiero 77,60 m                                                             | Lennart Hedmark 76,94 m                                                                     |
| Décathlon | Bill Toomey 7 566 pts                                                                               | József Bakai 7 443 pts                                                               | Manfred Pflugbeil 7 413 pts                                                                 |
| Records et Performances - AR : Record continental (area record) - CR : Record des championnats (championship record) - MR : Record du meeting (meet record) - NR : Record national (national record) - OR : Record olympique (olympic record) - PR : Record paralympique (paralympic record) - PB : Record personnel (personal best) - SB : Meilleure performance personnelle de la saison (season's best) - WL : Meilleure performance mondiale de l'année (world leader) - WJR : Record du monde junior (world junior record) - WR : Record du monde (world record) Circonstances et Conditions - DNF : N'a pas terminé (did not finish) - DNS : N'a pas pris le départ (did not start) - DQ : Disqualification (disqualification) - NM : Aucun essai valable enregistré (No Mark) - Q : Qualifié « directement » au prochain tour (ou à la prochaine compétition), lors d'une compétition majeure, grâce au classement ou à la réalisation des minima (automatic qualifier) - q : Qualifié au prochain tour (ou à la prochaine compétition), lors d'une compétition majeure, grâce au repêchage ou à la réalisation de l'une des meilleures performances parmi celles des « non qualifiés directement » (grâce au meilleur temps ou à la meilleure distance par exemple) (secondary qualifier) | |                                                                                      |                                                                                             |

### Femmes
| 100 m (Vent : +2,6 m/s) | Irena Kirszenstein 11 s 3 (w)                                                                   | Miguelina Cobián 11 s 5                                                                   | Liz Gill 11 s 6                                                  |
| 200 m | Irena Kirszenstein 23 s 5 (CR)                                                                  | Miguelina Cobián 23 s 9                                                                   | Liz Gill 24 s 0                                                  |
| 800 m | Laine Erik 2 min 06 s 2                                                                         | Antje Gleichfeld 2 min 06 s 6                                                             | Abby Hoffman 2 min 07 s 8                                        |
| 80 m haies | Danuta Straszynska 10 s 6                                                                       | Snezhana Kerkova 10 s 8                                                                   | Tatyana Ilyina 10 s 9                                            |
| 4 × 100 m | Union soviétique Lyudmila Samotyosova Renāte Lāce Vera Popkova Tatyana Shchelkanova 45 s 5 (CR) | Pologne Irena Kirszenstein Irena Woldańska Danuta Straszyńska Mirosława Sałacińska 46 s 1 | Hongrie Irén Buskó Annamária Kovács Ildikó Jónás Ida Such 46 s 4 |
| Saut en hauteur | Yordanka Blagoeva 1,65 m                                                                        | Klara Pushkaryeva 1,65 m                                                                  | Nevenka Mrinjek 1,63 m                                           |
| Saut en longueur | Tatyana Shchelkanova 6,42 m                                                                     | Viorica Viscopoleanu 6,18 m                                                               | Dorothee Sander 5,95 m                                           |
| Lancer du poids | Tamara Press 18,31 m (CR)                                                                       | Nadezhda Chizhova 17,27 m                                                                 | Judit Bognár 15,37 m                                             |
| Lancer du disque | Jolán Kleiber-Kontsek 55,66 m                                                                   | Judit Stugner 55,14 m                                                                     | Tamara Press 53,62 m                                             |
| Lancer du javelot | Mihaela Peneş 59,22 m (CR)                                                                      | Michèle Demys 52,71 m                                                                     | Valentina Popova 52,65 m                                         |
| Pentathlon | Tatyana Shchelkanova 4 802 pts                                                                  | Annamária Tóth 4 606 pts                                                                  | Yelena Kolnich 4 479 pts                                         |
| Records et Performances - AR : Record continental (area record) - CR : Record des championnats (championship record) - MR : Record du meeting (meet record) - NR : Record national (national record) - OR : Record olympique (olympic record) - PR : Record paralympique (paralympic record) - PB : Record personnel (personal best) - SB : Meilleure performance personnelle de la saison (season's best) - WL : Meilleure performance mondiale de l'année (world leader) - WJR : Record du monde junior (world junior record) - WR : Record du monde (world record) Circonstances et Conditions - DNF : N'a pas terminé (did not finish) - DNS : N'a pas pris le départ (did not start) - DQ : Disqualification (disqualification) - NM : Aucun essai valable enregistré (No Mark) - Q : Qualifié « directement » au prochain tour (ou à la prochaine compétition), lors d'une compétition majeure, grâce au classement ou à la réalisation des minima (automatic qualifier) - q : Qualifié au prochain tour (ou à la prochaine compétition), lors d'une compétition majeure, grâce au repêchage ou à la réalisation de l'une des meilleures performances parmi celles des « non qualifiés directement » (grâce au meilleur temps ou à la meilleure distance par exemple) (secondary qualifier) |                                                                                                 |                                                                                           |                                                                  |

## Tableau des médailles
| Rang  | Nation               | Or | Argent | Bronze | Total |
| ----- | -------------------- | -- | ------ | ------ | ----- |
| 1     | Union soviétique     | 8  | 6      | 8      | 22    |
| 2     | Italie               | 4  | 2      | 0      | 6     |
| 3     | Hongrie              | 3  | 5      | 3      | 11    |
| 4     | États-Unis           | 3  | 3      | 3      | 9     |
| 5     | Allemagne de l'Ouest | 3  | 2      | 4      | 9     |
| 6     | Pologne              | 3  | 2      | 1      | 6     |
| 7     | Japon                | 2  | 0      | 1      | 3     |
| 8     | Bulgarie             | 1  | 1      | 0      | 2     |
| 8     | Roumanie             | 1  | 1      | 0      | 2     |
| 10    | Canada               | 1  | 0      | 3      | 4     |
| 11    | Suède                | 1  | 0      | 1      | 2     |
| 12    | Royaume-Uni          | 0  | 2      | 4      | 6     |
| 13    | France               | 0  | 2      | 1      | 3     |
| 14    | Cuba                 | 0  | 2      | 0      | 2     |
| 15    | Tchécoslovaquie      | 0  | 1      | 0      | 1     |
| 15    | Pays-Bas             | 0  | 1      | 0      | 1     |
| 17    | Autriche             | 0  | 0      | 1      | 1     |
| 17    | Yougoslavie          | 0  | 0      | 1      | 1     |
| Total | Total                | 30 | 30     | 31     | 91    |